# Żarnowa
Żarnowa – wieś w Polsce położona w województwie podkarpackim, w powiecie strzyżowskim, w gminie Strzyżów.
| SIMC    | Nazwa        | Rodzaj    |
| ------- | ------------ | --------- |
| 0663367 | Duże Łazy    | część wsi |
| 0663373 | Góra         | część wsi |
| 0663380 | Koło Brydów  | część wsi |
| 0663396 | Małe Łazy    | część wsi |
| 1043550 | Na Grabówce  | część wsi |
| 0663404 | Odebraniec   | część wsi |
| 1043572 | Przyrwa      | część wsi |
| 0663410 | Rędziniaki   | część wsi |
| 0663427 | Walęgówki    | część wsi |
| 0663433 | Wielkie Pole | część wsi |
| 0663440 | Za Wodą      | część wsi |

W latach 1975–1998 miejscowość administracyjnie należała do województwa rzeszowskiego.
Położona jest na wschód, w odległości ok. 1 km, od Strzyżowa, nad rzeką Wisłok. Przez wieś przebiega droga wojewódzka nr 988 łącząca Babicę przez Strzyżów z Warzycami.
Od początków swego istnienia wieś należała do parafii rzymskokatolickiej w Strzyżowie. W roku 1981 w Żarnowej została erygowana parafia św. Maksymiliana Marii Kolbego, należąca do dekanatu Strzyżów, diecezji rzeszowskiej.
Wieś została odznaczona Krzyżem Walecznych.
W I poł. XV w., w źródłach historycznych pojawiło się wiele nowych osad powstałych prawdopodobnie na przełomie XIV i XV w. Wśród nich jest Żarnowa, o której wzmianka pochodzi z 1433 r. W tym bowiem roku Mikołaj z Pietraszówki zakupił część wsi. W 1536 r. była własnością Mikołaja Machowskiego. Leżąca przy przeprawie przez Wisłok często była nawiedzana przez wojska biorące udział w działaniach wojennych (zwłaszcza w XVII i XVIII w.). Na terenie Żarnowej wojska księcia siedmiogrodzkiego Jerzego Rakoczego, w 1657 r. straciły grupę mieszczan strzyżowskich. W II poł. XVII w. na miejscu tym dla upamiętnienia tego wydarzenia, wzniesiono przydrożną kapliczkę – zwaną Obeliksem.
W 1969 r. obok mostu kolejowego na Wisłoku wzniesiono pomnik (betonowy postument z armatą), na którym umieszczono tabliczkę pamiątkową treści: „Tu 28 lipca 1944 r. miejscowy oddział AK w walce z okupantem niemieckim ochronił mosty przed zniszczeniem – w XXV rocznicę PRL – ZBoWiD Żarnowa 1969”. W lewej części pomnika jest tabliczka z napisem: „Grunwald 1410-1910”.
Dla upamiętnienia tych walk odbywał się tutaj kilkanaście lat co rok dwudniowy piknik militarny, podczas którego prezentowano rekonstrukcję walk o żarnowskie mosty.
Wśród obiektów, które przyciągają szczególną uwagę są: Zespół Szkół, kościół pw. św. Maksymiliana Kolbe oraz Wielofunkcyjny Dom Wiejski.